# アムゼ
アムゼ株式会社（英文表記:Amze Inc.）は、かつて宮城県仙台市に本社を置いていた、コロワイドの完全子会社たる外食産業を営む企業。

## 概要
東北地方を地盤とするコロワイドの完全子会社であったが、経営難に陥りコロワイド傘下に入った株式会社宮との間で事実上の逆さ合併（株式の合併比率は、宮:アムゼ=1:4.1）となる形で解散し、株式会社宮の社名を株式会社ジクトとした。
当社が、コロワイドの展開する店舗のブランドを一部手がけており、これが現在のアトムが東北地域で手がけている店舗の流れを汲んでいる。主取引行は、(旧)みずほ銀行としていた。
本社は、ジクト移行後に住友生命仙台中央ビル（現・SS30）へ移転の上、現在はアトムの東北営業本部として運営されている。なお、当社の社長であった小澤俊治は、合併に伴いジクト副社長に就任後、同社社長に昇格し、のちにジクトを吸収合併したアトムの副社長を経て、同社社長に就任した。

## 沿革
- 1973年9月17日 - 株式会社グリーンレントとして設立。当時は、病院内弱電商品のレンタル業務を手がける企業であった。
- 1985年12月 - 創夢館山形店を開店させ、個人向けレンタルビデオ業務に進出。
- 1989年9月 - 時遊館山形西バイパス店を開店させ、カラオケルーム業務に進出。
- 1994年4月 - 社名をアムゼ株式会社に改称。
- 2004年11月 - コロワイドの完全子会社化。
- 2007年3月31日 - 株式会社宮に吸収合併され、解散。当社の本社は、株式会社ジクト東北支社となった。